# Ягодный (Красноярский край)
Я́годный — деревня в Манском районе Красноярского края, входит в состав Каменского сельсовета.

## История
В 1976 году указом Президиума Верховного Совета РСФСР посёлок базы «Заготскот» переименован в Ягодный.

## Население
| 2010 |
| ---- |
| 0    |

## Улицы
В деревне имеются две улицы: Центральная и Ягодная.